# Bucle estrany
Un bucle estrany es produeix quan, en moure cap amunt o cap avall a través d'un sistema jeràrquic, un es troba de nou on havia començat. Els bucles estranys poden implicar autoreferència i paradoxa. El concepte de bucle estrany es va proposar i es va discutir àmpliament per Douglas Hofstadter en Gödel, Escher, Bach, i amb més detall en el llibre de Hofstadter Sóc un bucle estrany, que va aparèixer el 2007. Una jerarquia enredada és un sistema jeràrquic en el qual apareix un bucle estrany.
La paradoxa de l'ou o la gallina és potser el bucle estrany més popular.

## Definició
Un bucle estrany és una jerarquia de nivells, cadascun dels quals pot consistir en objectes, processos, o pràcticament qualsevol altra cosa (aquesta és la noció general). Cada nivell està vinculat a un altre com a mínim per algun tipus de relació. Un bucle estrany jeràrquic, però, està "enredat" (Hofstadter es refereix a ell com una "heterarquía"), en què no hi ha ben definits un nivell més alt o més baix. Els nivells estan organitzats de tal manera que desplaçant-se a través d'ells, finalment un torna al punt de partida, és a dir, al nivell original. Exemples de bucles estranys que ofereix Hofstadter inclouen moltes de les obres de MC Escher, el flux d'informació entre la xarxa d'ADN i enzims a través de la síntesi de proteïnes i la replicació de l'ADN, i declaracions "Gödelianes" autorreferents en els sistemes formals.
En el llibre Sóc un bucle estrany, Hofstadter defineix els bucles estranys de la següent manera:
"I, no obstant, quan dic "bucle estrany", tinc una altra cosa al cap -un concepte menys concret, més difícil d'aconseguir. El que vull dir per "bucle estrany" és - aquí va, de tota manera, una primera fiblada - no un circuit físic abstracte, sinó un bucle en el qual, en la sèrie d'etapes que constitueixen el cicle-al voltant, hi ha un canvi d'un nivell d'abstracció (o estructura) a un altre, el que se sent com un moviment cap amunt en una jerarquia d'alguna manera i, però, els successius "cap amunt" canvien al seu torn per donar lloc a un cicle tancat. És a dir, tot i la sensació que surtin cada vegada més del seu propi origen, un acaba, amb el consegüent xoc, exactament on s'havia començat. En resum, un bucle estrany és un llaç de retroalimentació paradoxal a nivell creuat."